# József Madaras

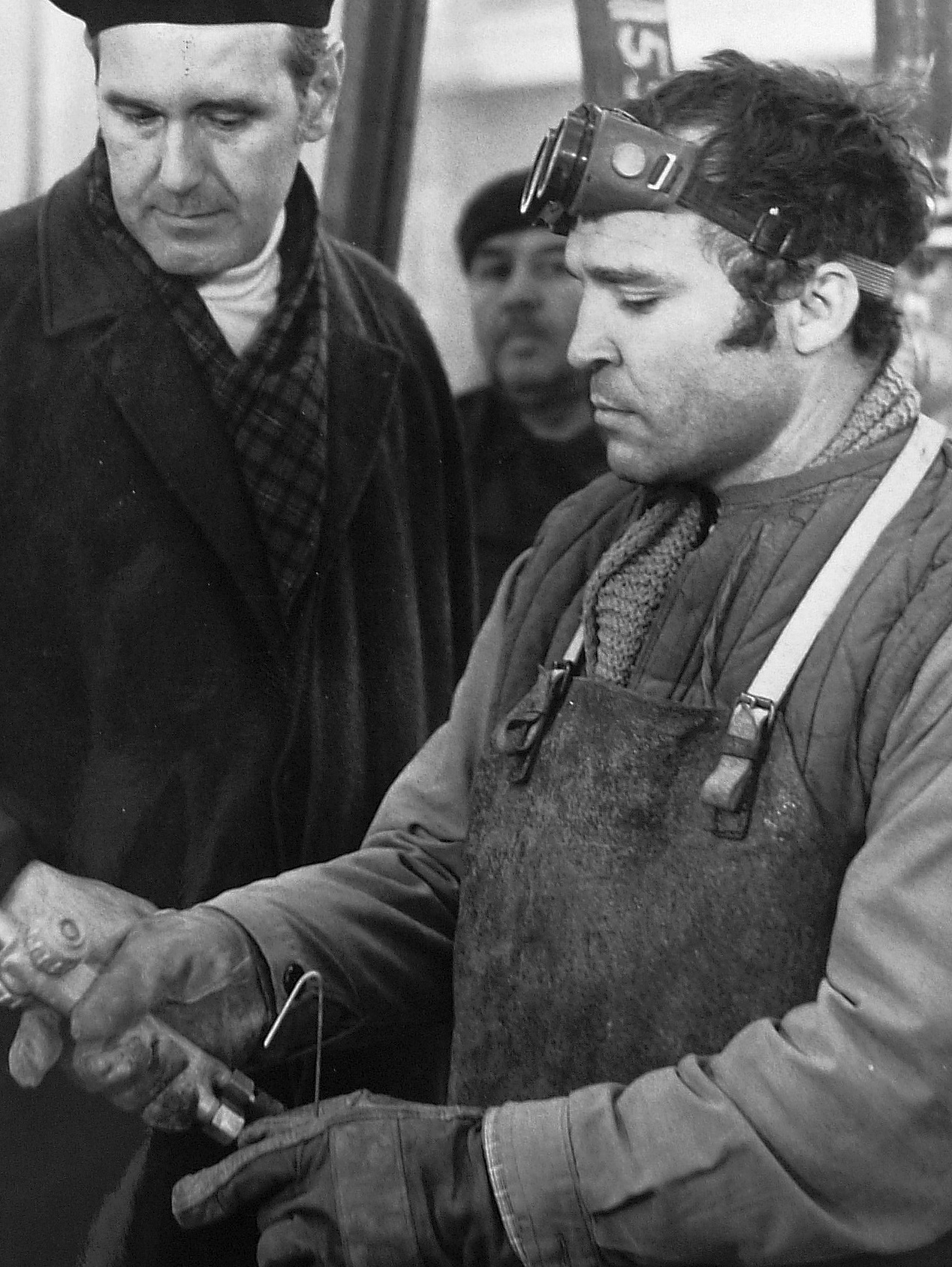
József Madaras, 1973

József Madaras (* 16. August 1937 in Rigmani, Kreis Mureș, Rumänien; † 24. April 2007 in Máriahalom, Ungarn) war ein ungarischer Theater- und Filmschauspieler, Synchronsprecher und Regisseur.

## Leben
Er arbeitete als Gärtner und Fräser und studierte anschließend bis 1958 an der Budapester Theater- und Filmschule. Danach spielte er an verschiedenen Theatern der Hauptstadt und gehörte unter anderem von 1961 bis 1966 dem Thalia-Theater an. Madaras war als Synchronsprecher bei den Pannonia-Studios tätig und ab 1978 Ensemblemitglied der staatlichen Filmproduktionsfirma Mafilm.
Sein Filmdebüt hatte er 1959 in Miklós Jancsós A mi földünk. Unter diesem Regisseur spielte er zahlreiche Hauptrollen, so einen Kommandanten in dem Weltkriegsfilm Sterne an den Mützen (1966), den ungarischen Soldaten Károly in Stille und Schrei (1968), den Vater Kéller in Schimmernde Winde (1969) und den Bálint Hegedűs in Roter Psalm (1971), der auf dem Filmfestival in Cannes 1972 mit dem Preis für die beste Regie ausgezeichnet wurde. Herausragend war auch seine Darstellung des Schuldirektors in János Rózsas Spinnenlauf (1976).
1996 wurde József Madaras mit dem Kossuth-Preis ausgezeichnet.

## Filmografie (Auswahl)
- 1963: Der Kapitän vom Tenkesberg (A Tenkes kapitánya, Fernsehmehrteiler)
- 1964: So kam ich (Így jöttem)
- 1966: Die Hoffnungslosen (Szegénylegények)
- 1966: Vater (Apa)
- 1967: Sterne an den Mützen (Csillagosok, katonák)
- 1968: Stille und Schrei (Csend és kiáltás)
- 1969: Schimmernde Winde (Fényes szelek)
- 1969: Schirokko (Sirokkó)
- 1971: Agnus dei (Égi bárány)
- 1972: Roter Psalm (Még kér a nép)
- 1972: La tecnica e il rito
- 1974: Meine Liebe – Elektra (Szerelmem, Elektra)
- 1975: Michael Strogoff (Fernsehvierteiler)
- 1976: Spinnenfußball (Pókfoci)
- 1979: Ungarische Rhapsodie (Magyar rapszódia)
- 1979: Allegro Barbaro (Allegro Barbaro)
- 1981: Das Herz des Tyrannen (A zsarnok szíve, avagy Boccaccio Magyarországon)
- 1986: Jahreszeit der Monster (Szörnyek évadja)
- 1990: Isten hátrafelé megy
- 1992: Donauwalzer (Kék Duna keringő)